# STK16
STK16 (англ. Serine/threonine kinase 16) – білок, який кодується однойменним геном, розташованим у людей на короткому плечі 2-ї хромосоми.  Довжина поліпептидного ланцюга білка становить 305 амінокислот, а молекулярна маса — 34 656.
| 10         |  | 20         |  | 30         |  | 40         |  | 50         |
| ---------- |  | ---------- |  | ---------- |  | ---------- |  | ---------- |
| MGHALCVCSR |  | GTVIIDNKRY |  | LFIQKLGEGG |  | FSYVDLVEGL |  | HDGHFYALKR |
| ILCHEQQDRE |  | EAQREADMHR |  | LFNHPNILRL |  | VAYCLRERGA |  | KHEAWLLLPF |
| FKRGTLWNEI |  | ERLKDKGNFL |  | TEDQILWLLL |  | GICRGLEAIH |  | AKGYAHRDLK |
| PTNILLGDEG |  | QPVLMDLGSM |  | NQACIHVEGS |  | RQALTLQDWA |  | AQRCTISYRA |
| PELFSVQSHC |  | VIDERTDVWS |  | LGCVLYAMMF |  | GEGPYDMVFQ |  | KGDSVALAVQ |
| NQLSIPQSPR |  | HSSALRQLLN |  | SMMTVDPHQR |  | PHIPLLLSQL |  | EALQPPAPGQ |
| HTTQI      |  |            |  |            |  |            |  |            |

A: Аланін

C: Цистеїн

D: Аспарагінова кислота

E: Глутамінова кислота

F: Фенілаланін

G: Гліцин

H: Гістидин

I: Ізолейцин

K: Лізин

L: Лейцин

M: Метіонін

N: Аспарагін

P: Пролін

Q: Глутамін

R: Аргінін

S: Серин

T: Треонін

V: Валін

W: Триптофан

Кодований геном білок за функціями належить до трансфераз, кіназ, серин/треонінових протеїнкіназ, фосфопротеїнів. 
Задіяний у такому біологічному процесі як поліморфізм. 
Білок має сайт для зв'язування з АТФ, нуклеотидами. 
Локалізований у цитоплазмі, мембрані.